# 梅特伦 (北部省)
梅特伦（法語：Méteren，法語發音：[metʁɛn]）是法国上法蘭西大區北部省的一个市镇，位于该省西北部，属于敦刻尔克区。

## 地理
梅特伦（50°44'26"N, 2°41'32"E）面积18.44 平方千米，位于法国上法蘭西大區北部省，该省份为法国最北部的省份及最长的省份，西北濒北海，西接加来海峡省，南至埃纳省和索姆省，东与比利时接壤。
与梅特伦接壤的市镇（或旧市镇、城区）包括：贝尔滕、圣让斯卡佩勒、斯特拉泽勒、巴約勒、弗莱特尔、戈德瓦尔斯费尔德、梅里斯。
梅特伦的时区为UTC+01:00、UTC+02:00（夏令时）。

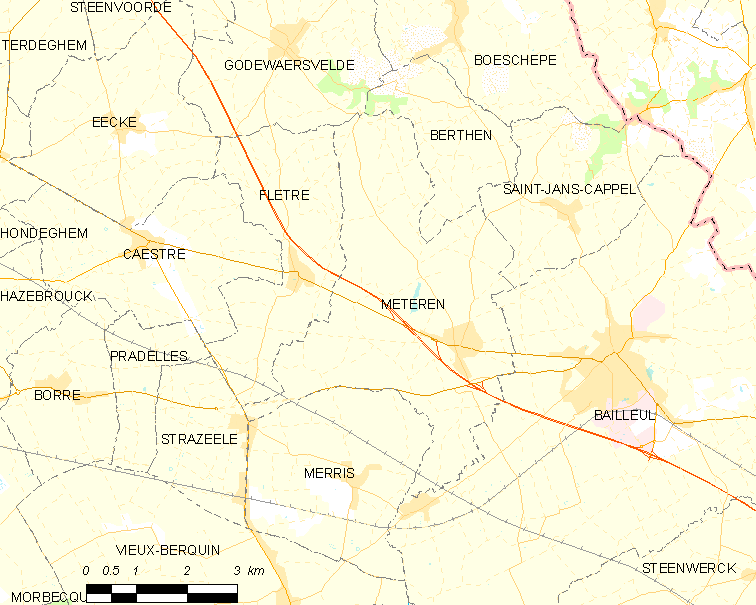
梅特伦的OSM定位图

## 行政
梅特伦的邮政编码为59270，INSEE市镇编码为59401。

## 政治
梅特伦所属的省级选区为巴约勒县。

## 人口

1962-2008年间梅特伦人口变化图示

梅特伦于2022年1月1日时的人口数量为2230人。